# Ruisseau des Belles Amours
Der Ruisseau des Belles Amours ist ein 53 km langer Zufluss des Sankt-Lorenz-Golfs im Süden der Labrador-Halbinsel im äußersten Osten der kanadischen Provinz Québec.

## Flusslauf
Der Ruisseau des Belles Amours hat seinen Ursprung in einem 360 m hoch gelegenen namenlosen See westlich der Erhebung Colline Fig Pond. Das Quellgebiet liegt 8 km westlich der Provinzgrenze sowie 34 km von der Nordküste des Sankt-Lorenz-Golfs entfernt. Der Ruisseau des Belles Amours fließt in überwiegend südsüdwestlicher Richtung zum Meer. Entlang seinem Flusslauf liegen die Seen Lac Hammone und Lac Tanapi. 3 km oberhalb der Mündung in die North Cove, eine kleine Nebenbucht der Baie des Belles Amours, durchfließt der Fluss einen größeren namenlosen See. Die Fernstraße Route 138 kreuzt den Flusslauf unmittelbar oberhalb der Mündung. Etwa 3 km südwestlich der Mündung befindet sich die Siedlung Middle Bay der Gemeinde Bonne-Espérance. Das Einzugsgebiet des Ruisseau des Belles Amours umfasst 298 km². Der mittlere Abfluss beträgt 7,8 m³/s. Weiter östlich befindet sich das Einzugsgebiet des Rivière Brador, weiter westlich das des Rivière Saint-Paul.

## Namensgebung
Der Name des Flusses leitet sich von der Havre des Belles Amours ab, einer Bucht nahe dessen Mündung ins Meer, die den Fischern im 16. Jahrhundert als Unterschlupf und Ankerplatz diente. Der Name stammte vermutlich von einem baskischen Kapitän, der das Gebiet Beaulsanim nannte. Später hieß es Belsamont. Schließlich erhielt die Bucht ihren heutigen französischen Namen.